# Бервайлер
Бервайлер (нем. Bärweiler) — община в Германии, в земле Рейнланд-Пфальц. 
Входит в состав района Бад-Кройцнах. Подчиняется управлению Бад Зобернхайм.  Население составляет 258 человек (на 31 декабря 2010 года). Занимает площадь 6,11 км².